# C2orf88
C2orf88 (англ. Chromosome 2 open reading frame 88) – білок, який кодується однойменним геном, розташованим у людей на 2-й хромосомі. Довжина поліпептидного ланцюга білка становить 95 амінокислот, а молекулярна маса — 10 970.
| 10         |  | 20         |  | 30         |  | 40         |  | 50         |
| ---------- |  | ---------- |  | ---------- |  | ---------- |  | ---------- |
| MGCMKSKQTF |  | PFPTIYEGEK |  | QHESEEPFMP |  | EERCLPRMAS |  | PVNVKEEVKE |
| PPGTNTVILE |  | YAHRLSQDIL |  | CDALQQWACN |  | NIKYHDIPYI |  | ESEGP      |

A: Аланін

C: Цистеїн

D: Аспарагінова кислота

E: Глутамінова кислота

F: Фенілаланін

G: Гліцин

H: Гістидин

I: Ізолейцин

K: Лізин

L: Лейцин

M: Метіонін

N: Аспарагін

P: Пролін

Q: Глутамін

R: Аргінін

S: Серин

T: Треонін

V: Валін

W: Триптофан

Кодований геном білок за функцією належить до фосфопротеїнів. Локалізований у клітинній мембрані.